# Carretera Federal 55D
La Carretera Federal 55D es una Autopista de cuota que recorre el estado de México, tiene una longitud total de 90 km.
La carretera se divide en dos secciones discontinuos. La primera Sección inicia en Atlacomulco donde entronca con la Carretera Federal 55 y termina en San Cayetano de Morelos donde entronca con la Carretera Federal 55, tiene una longitud de 50 km.
La segunda sección inicia en Tenango del Valle donde entronca con la Carretera Federal 55 y termina en Ixtapan de la Sal donde entronca con la Carretera Federal 55, tiene una longitud de 40 km.
Las autopistas y carreteras de acceso restringido son parte de la red federal de carreteras y se identifican mediante el uso de la letra “D” añadida al final del número de carretera.

## Trayecto

### México
Sección 1 Longitud = 50 km
- Atlacomulco de Fabela – Carretera Federal 55
- Mavoro
- San Pedro de los Baños
- IUSA Pasteje
- Santo Domingo de Guzmán
- Ixtlahuaca de Rayón
- San Cayetano de Morelos – Carretera Federal 55

Sección 2 Longitud = 40 km
- Tenango del Valle– Carretera Federal 55
- San Migual Balderas
- Ixtapan de la Sal – Carretera Federal 55